# Machaeropteris halistrepta
Machaeropteris halistrepta är en fjärilsart som beskrevs av Edward Meyrick 1911. Machaeropteris halistrepta ingår i släktet Machaeropteris och familjen äkta malar. Inga underarter finns listade i Catalogue of Life.